# الإخوة هورتن
والتر هورتن (من مواليد 13 نوفمبر 1913 ؛ توفي 9 ديسمبر 1998 في بادن بادن، ألمانيا ) وريمار هورتن (من مواليد 12 مارس 1915 ؛ توفي 14 مارس 1994 في فيلا جنرال بيلجرانو، الأرجنتين)، الأخوين هورتن، كانوا طياريين يقودان طائرات ألمانية. على الرغم من حصولهم على القليل من التدريب الرسمي، إن وجد، في مجال الطيران أو المجالات ذات الصلة، فقد صمما بعضًا من أكثر الطائرات ثورية في أربعينيات القرن الماضي، بما في ذلك أول جناح طائر يعمل بالطاقة النفاثة في العالم، هورتن هو 229.

## سيرة شخصية

### حياة مبكرة
بين الحربين العالميتين، حدت معاهدة فرساي من بناء الطائرات العسكرية الألمانية. ورداً على ذلك، أصبح الطيران العسكري الألماني شبه سري، على شكل «أندية» مدنية حيث تدرب الطلاب على الطائرات الشراعية تحت إشراف قدامى المحاربين الذين خرجوا من الخدمة في الحرب العالمية الأولى. أصبح الإخوة هورتن متورطين في مثل هذه النوادي الطائرة.

### خلال الحرب العالمية الثانية
بحلول عام 1939، مع أدولف هتلر في السلطة ولم تعد معاهدة فرساي سارية المفعول، دخل والتر وريمار إلى لوفتفافه كطيارين. تم استدعاؤهم أيضًا كمستشارين للتصميم، على الرغم من أن مجتمع الطيران الألماني يميل إلى اعتبار هورتنز ليس جزءًا من النخبة الثقافية. ومع ذلك، كان كلاهما أعضاء في الحزب النازي. 
شارك والتر في معركة بريطانيا، حيث كان يطير سراً كرجل جناح لأدولف غالاند، وأسقط سبع طائرات بريطانية. 

### ما بعد الحرب العالمية الثانية
مع انتهاء الحرب، هاجر ريمار هورتن إلى الأرجنتين بعد مفاوضات فاشلة مع المملكة المتحدة والصين،  حيث واصل تصميم وبناء الطائرات الشراعية وطائرة دلتا دلتا تجريبية أسرع من الصوت وجناح الطيران رباعي المحركات DINFIA IA 38 Naranjero، تهدف إلى حمل البرتقال للتصدير. بقي والتر في ألمانيا بعد الحرب وأصبح ضابطًا في سلاح الجو الألماني بعد الحرب. توفي ريمار في مزرعته في الأرجنتين عام 1994، بينما توفي والتر في ألمانيا عام 1998.
في أواخر الأربعينيات من القرن الماضي، نظر أفراد مشروع Project Sign، وهو تحقيق الطبق الطائر التابع لسلاح الجو الأمريكي، بجدية في احتمال أن تكون الأجسام الغريبة طائرات سرية صُنعت من قبل اتحاد الجمهوريات الاشتراكية السوفياتية بناءً على تصميمات هورتنز. 

## الطائرات
- هورتن مرحبا
- هورتن إتش آي هابيشتي
- هورتين H.III
- هورتن إتش
- هورتن إتش
- هورتن H.XVIII
- هورتن هو 229